# Espagueti (historieta)
Espagueti (Signor Spaghetti) es una serie de historietas creada por René Goscinny y Dino Attanasio en 1957, sobre un personaje original de este último. Signor Spaghetti, que posteriormente se denominará Spaghetti para abreviar, apareció por primera vez en forma de gags de dos o tres páginas en la revista "Tintín" antes de que, debido al éxito, se publicaran sus historias en formato álbum.
Spaghetti permanece como una de las series más olvidadas de René Goscinny, eclipsada por el fenomenal éxito de Astérix. 

## Creación
Dino Attanasio creó este personaje como una especie de autorretrato paródico en 1952, un momento en que su carrera tardaba en arrancar. Con el objetivo de animarse, el autor imaginó un inmigrante italiano, simpático y lleno de recursos, que nunca pierde el entusiasmo. El personaje permaneció sin usar, hasta que en 1957 se lo mostró a René Goscinny con quien el editor de Tintín, André Fernez, le había pedido que trabajase. Juntos crearon un total de 16 historias de la nueva serie hasta 1965, en que  Goscinny la cedió a otros guionistas como Francel, Sas, Yves Duval, Greg y Meys.
Pierre Seron colaboró con Dino Attanasio en algunas historietas de la serie, que finalizó en 1979.

## Argumento y personajes
En las historias con guion de Goscinny, muchos personajes tienen nombres de alimentos: Provolone, Cannelloni, Ravioli, Rosbif, Ossobuco, Zampone, ...
Spaghetti, su protagonista, es un inmigrante italiano que vive en Francia, desempeñando diferentes oficios. Aunque a menudo se encuentra en el paro y trabaja en oficios manuales, siempre aparece vestido de forma impecable, con traje negro y pajarita. Se expresa en un francés ligeramente imperfecto, con un fuerte acento italiano. Su físico se inspira lejanamente en el de su creador: Castaño, con un pequeño bigote, inicialmente aparece delgado con una nariz puntiaguda, aunque posteriormente su nariz se acorta y su físico se redondea.
En la historieta Spaghetti y peintoure a houile, le empieza a acompañar Prosciutto, un primo torpe e incorregiblemente pesado que lo mete en las aventuras más extravagantes. 
Ambos conforman un típico dúo desastroso: Spaghetti es valiente y astuto, pero con buen corazón, mientras que Prosciutto es torpe, tímido y más bueno que el pan. El choque de personalidades conduce a ataques repentinos y devastadores de ira.
Los juegos de palabras basados en el pronunciado acento italiano y los gags clásicos de caídas y malentendidos constituyen la base de la comicidad de la serie.

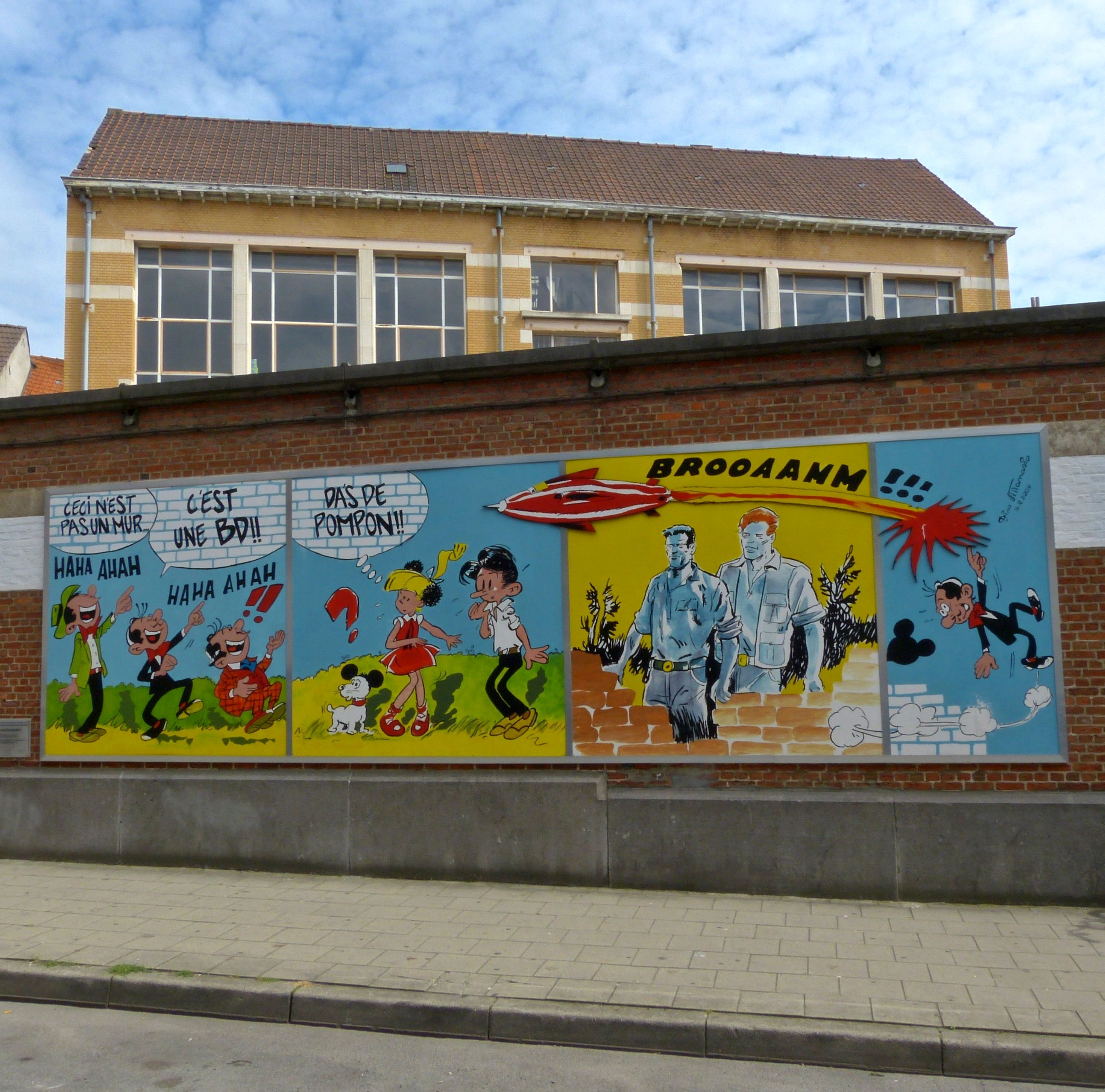
Mural de Koekelberg:
Izq.: de verde, Félix, de la serie Modeste et Pompon, del guionista André Franquin;
de negro, Espagueti; de rojo, Prosciutto. Siguiente: Pompon y Modeste. Derecha: Espagueti.

## Álbumes
Serie de Lombard dentro de las colecciones « Jeune Europe », « Histoires du journal Tintin », « Vedette »
1. Spaghetti et la peintoure à l’houile (1961)
2. Spaghetti et le talon d’Achille (1962)
3. Au rendez vous des cyclistes (1963)
4. Spaghetti à Paris (1964)
5. Spaghetti à Venise (1965])
6. Spaghetti et le grand Zampone (1966)
7. La Double Vie de Prosciutto (1967)
8. Spaghetti à la fête (1967)
9. Le Rallye de Spaghetti (1968)
10. Spaghetti contrebandier (1969)
11. Spaghetti comédien (1970)
12. Le Trésor de la pyramide (1972)
13. Viva Spaghetti (1973)
14. Spaghetti et l’Émeraude rouge (1974)
15. L’Étonnante croisière du Signor Spaghetti (1976)

Nueva serie
1. Y’a des os dans le spaghetti (Fleurus, 1975)
2. Spaghetti à toutes les sauces (Rossel, 1975)

Fuera de serie
- Liberté chérie (tira de lujo de 1000 ejemplares, Michel Deligne, 1977)
- L’Homme le plus intelligent du monde (Dargaud, 1982)

Serie paralela Spaghetti et Mandolina (Édition des Archers)
1. Les Tontons (1985)
2. Charter pour l’enfer (1986)

Reediciones
- Les Étonnantes Aventures du signor Spaghetti (Le Lombard colección « Les Classiques du rire », 1999)
- Zénial Spaghetti ! (Loup, 2000)
- Spaghetti et son frère de pizza (Loup, 2001)

- Spaghetti à Paris (Lombard - « Collection du lombard », 2008) - Contiene: - Spaghetti et la peintoure à l'houile - Spaghetti et le Talon d'Achille - Spaghetti au rendez-vous des cyclistes - Spaghetti à Paris